# Toukouzou
Toukouzou est une localité sur la côte Atlantique de la Côte d'Ivoire et appartenant au département de Grand-Lahou, dans la région des Lagunes. La localité de Toukouzou est un chef-lieu de commune.
Toukouzou-Hozalam, fondé en 1948 par le prophète Papa Nouveau et ses 70 fidèles, est un village saint pour les membres de l'Eglise Papa Nouveau. Le prophète y fait construire la « cour sainte de Hozalem » qui est constituée de 8 bâtiments dont la grande église de Hozalem.